# Alexandra Lexer
Alexandra Lexer (* 12. Jänner 1983 in Lesachtal, Kärnten) ist eine österreichische Schlagersängerin.

## Leben
Als Kind spielte Lexer Trompete in einer örtlichen Blaskapelle, mit 15 Jahren absolvierte sie eine Gesangsausbildung am Landeskonservatorium Kärnten. Nach der Matura machte sie eine Ausbildung zur Krankenschwester und studierte anschließend Pflegemanagement in Feldkirchen. Zwischen 2008 und 2015 veröffentlichte sie vier Alben. Komm schon küss mich erreichte in den österreichischen Charts Platz 13, in den deutschen Platz 78. Es kam auch zu mehreren Auftritten in TV-Shows. 2017 bewarb die Sängerin sich bei DSDS und schaffte es bis in den Recall.
Alexandra Lexer ist verheiratet und Mutter einer Tochter.

## Diskographie

### Alben
- 2008 Und ich dachte, es ist Liebe
- 2010 Endlich bist du da
- 2013 Komm schon küss mich
- 2015 Von Null auf Hundert